# Edmonton Drillers
Edmonton Drillers – kanadyjski klub piłkarski z Edmonton, w prowincji Alberta. Drużyna występowała w lidze NASL, a jego domowym obiektem był Commonwealth Stadium, natomiast halowa drużyna swoje mecze domowe rozgrywała w hali Northlands Coliseum. Zespół istniał w latach 1979–1982.

## Historia
Klub został założony w 1979 roku przez Joego Patrone’a. W latach 1979–1980 trenerem klubu był Hans Kraay, który sprowadził do klubu sporo holenderskich zawodników.
Największym sukcesem Edmonton Drillers jest dotarcie do półfinału rozgrywek ligi NASL w sezonie 1981. Klub został rozwiązany po sezonie 1982.
W późniejszych latach klub był dwukrotnie reaktywowany. Najpierw funkcjonował w latach 1996–2000, a potem w latach 2007–2010. W obu przypadkach były to franczyzy związane z uczestnictwem w ligach piłki halowej. Od 1996 do 2000 klub występował w rozgrywkach NPSL, a od 2007 do 2010 w CMISL.

## Osiągnięcia
| - Halowy mistrz NASL: 1981 Jedenastka Sezonu NASL - 1981: Peter Nogly |

## Sezon po sezonie
| Sezon | Liga | Bilans meczów | Sezon                                                 | Playoff                | Śr. frekwencja |
| ----- | ---- | ------------- | ----------------------------------------------------- | ---------------------- | -------------- |
| 1979  | NASL | 8–22          | 3.miejsce, Dywizja Wschodnia, Konferencja Amerykańska | Nie zakwalifikował się | 9,924          |
| 1980  | NASL | 17–15         | 1.miejsce, Dywizja Wschodnia, Konferencja Amerykańska | Półfinał               | 10,920         |
| 1981  | NASL | 12–20         | 5.miejsce, Dywizja Północno-wschodnia                 | Nie zakwalifikował się | 10,632         |
| 1982  | NASL | 11–21         | 6.miejsce, Dywizja Wschodnia                          | Nie zakwalifikował się | 4,922          |

### Halowa NASL
| Sezon   | Liga | Bilans meczów | Sezon                       | Playoff     | Śr. frekwencja |
| ------- | ---- | ------------- | --------------------------- | ----------- | -------------- |
| 1980–81 | NASL | 10-8          | 2.miejsce, Dywizja Północna | Mistrzostwo | 3,975          |
| 1981–82 | NASL | 13-5          | 1.miejsce, Dywizja Północna | Półfinał    | 2,943          |